# جيم فورلونغ
جيم فورلونغ هو لاعب كرة قدم كندية كندي، ولد في 24 مارس 1940 في وينيبيغ في كندا.